# Phổ Minh
Phổ Minh là một phường thuộc thị xã Đức Phổ, tỉnh Quảng Ngãi, Việt Nam.

## Địa lý
Phường Phổ Minh nằm ở phía bắc thị xã Đức Phổ, có vị trí địa lý:
- Phía đông giáp phường Phổ Vinh
- Phía tây giáp phường Nguyễn Nghiêm và phường Phổ Ninh
- Phía nam giáp phường Phổ Hòa và phường Phổ Vinh
- Phía bắc giáp phường Phổ Quang và phường Phổ Văn.

Phường Phổ Minh có diện tích 9,33 km², dân số năm 2019 là 5.281 người, mật độ dân số đạt 566 người/km².

## Lịch sử
Sau năm 1945, Phổ Minh là một xã thuộc huyện Đức Phổ.
Từ năm 1954 đến năm 1958, chính quyền Sài Gòn đổi tên xã Phổ Minh thành xã Phổ Tân thuộc quận Đức Phổ. Chính quyền cách mạng vẫn gọi là xã Phổ Minh như cũ.
Sau năm 1975, xã Phổ Minh thuộc huyện Đức Phổ.
Ngày 12 tháng 3 năm 1987, điều chỉnh một phần diện tích và dân số của xã Phổ Minh để thành lập thị trấn Đức Phổ.
Ngày 10 tháng 1 năm 2020, Ủy ban Thường vụ Quốc hội ban hành Nghị quyết số 867/NQ-UBTVQH14 về việc sắp xếp các đơn vị hành chính cấp huyện, cấp xã thuộc tỉnh Quảng Ngãi (nghị quyết có hiệu lực từ ngày 1 tháng 2 năm 2020). Theo đó, thành lập phường Phổ Minh thuộc thị xã Đức Phổ trên cơ sở toàn bộ 9,33 km² diện tích tự nhiên và 5.281 người của xã Phổ Minh.